# MoinMoin
MoinMoin（モインモイン）はPythonで書かれたウィキクローンの一つ。ユルゲン・ヘルマン、トーマス・ヴァルドマンらによって開発された。ライセンスはGPLである。Moinとは北部ドイツ等で話されるフリジア語の挨拶の言葉であり、直訳すると「よき一日を！」という意味である。

## 特徴
- Pythonで書かれている
- 強力なページのリビジョン管理（変更履歴はすべて保存される）。
- アクセスコントロール機能を持つ。
- UTF-8出力や国際化に標準で対応。
- ページの保存にはテキストファイルを使用し、MySQLなどのRDBMSを使わない。
- 様々なテーマやプラグイン、マクロが利用できる。
- ウィキ文法を意識せずに編集が行えるWYSIWYGエディタ。
- スペルチェック機能。

などの特徴がある。また、欧米では非常にポピュラーなウィキであり、ApacheやXen、Fedora、Debian、Ubuntuなど、著名なオープンソースプロジェクトのWikiに採用されている。

## DesktopEdition
MoinMoin DesktopEdition を使用することにより、ローカルマシンで簡単にパーソナルウィキとしての利用ができる。配付パッケージを展開し wikiserver.py を実行すると、localhost の 8080 ポートでWebサーバが起動し、フル機能の MoinMoin にアクセスできるようになる。

## WikiにMoinMoinを採用しているプロジェクト
- Debian - Debian Wiki
- Ubuntu - Ubuntu Team Wiki
- CAcert - CAcert Wiki
- FreeBSD - FreeBSD Wiki